# Soubey
Soubey est une commune suisse du canton du Jura, située dans le district des Franches-Montagnes.
L'église Saint-Valbert, datée de 1632, est la seule de Suisse, au nord des Alpes, dont le toit est en pierre. Elle a été restaurée en 1962 et ses vitraux changés. Bâtiment à une nef de style gothique tardif, elle recèle entre autres en son intérieur les statues du patron de l'église (XVIIIe siècle) et de la Vierge (XVe siècle).
On pratique à Soubey l'élevage de la truite.
En 2025, d'après l'office fédéral de la statistique, 63% des logements dans la commune sont des résidences secondaires. 